# Коломакские статьи
Коломакские статьи — договор 1687 года, подписанный в Коломаке (нынешняя Харьковская область) с одной стороны гетманом Мазепой, казацкими старшинами и с другой стороны представителями российских царей Ивана и Петра, а также их регентши царевны Софьи. Договор состоял из 22 статей.

## Описание договора
В своей основе «Коломакские статьи» состоят из договоров 1669 и 1672 годов, подписанных при избрании гетманов Демьяна Многогрешного и Ивана Самойловича. «Коломакские» статьи декларативно подтверждали казаческие права и вольности, сохраняли 30-тысячное реестровое казачье войско и компанейские полки. В то же время московские представители внесли ряд статей, которые существенно ограничивали права гетмана и казаков. Так гетману запрещалось без согласия российского царя освобождать казачью старшину от занимаемых должностей, а старшине и казакам запрещалось без согласия царя переизбирать гетмана.
Были внесены статьи, которыми обязали старшину следить за действиями гетмана и доносить об этом царю, ограничивали права гетмана по распоряжению землями Войска Запорожского, гетману запрещалось вести самостоятельную дипломатическую деятельность с другими государствами, обязывали всячески способствовать смешанным русско-украинским бракам, запрещалось всем говорить о том, что Гетманщина — это «Малороссийский край гетманского регимента» и требовалось говорить «Их царского пресветлого величества самодержавной державы».